# Günzing (Gemeinde Taiskirchen)
Günzing ist eine Ortschaft im oberösterreichischen Innviertel und Teil der Gemeinde Taiskirchen im Innkreis im Bezirk Ried im Innkreis.

## Gliederung
Die Ortschaft ist auf folgende Siedlungen aufgeteilt:
- Günzing (Rotte)
- Au (Einschicht)

## Geschichte
Die erste urkundliche Erwähnung als Chunczin findet sich in der „Grenz-, Güter- und Volksbeschreibung des Landgerichts Schärding“ und stammt aus dem Jahr 1433.